# Euphlebium
Euphlebium is een geslacht van zes soorten orchideeën uit de onderfamilie Epidendroideae. Het is afgesplitst van het geslacht Dendrobium.
Het zijn kleine epifytische orchideeën uit warme, vochtige laaglandregenwouden van Zuidoost-Azië en Nieuw-Guinea. Ze worden gekenmerkt door een bloeiwijze met één tot enkele grote, witte, kortlevende en welriekende bloemen.

## Naamgeving
- Synoniem: Dendrobium Sw. sect. Fugacia

## Kenmerken
Euphlebium-soorten zijn kleine epifytische of zelden lithofytische orchideeën met spoel- of tolvormige pseudobulben, twee tot vijf eindstandige, leerachtige, lancet- tot lijnlancetvormige bladeren, en een eveneens eindstandige kleine tros met één tot enkele grote, kortlevende, soms efemere (eendaagse) en welriekende bloemen.
De bloemen hebben meestal brede, witte kelkbladen, smallere, eveneens witte, laterale kroonbladen en een met fijne gekleurde lijntjes getekende, van een callus voorziene bloemlip.

## Habitaten verspreiding
Euphlebium-soorten groeien op bemoste bomen nabij rivieren of in moerassen, in warme en vochtige laaglandregenwouden. Ze komen voornamelijk voor in Nieuw-Guinea, de Molukken, de Filipijnen, de Kleine Soenda-eilanden, Sumatra, Java en Maleisië.

## Taxonomie
Euphlebium werd voorheen geclassificeerd als de sectie Fugacia van het geslacht Dendrobium. Het is tot geslacht gepromoveerd door Brieger in 1981.
Het geslacht telt in de meest recent geaccepteerde taxonomie zes soorten. De typesoort is Euphlebium spurium.

### Soortenlijst
- Euphlebium amboinense (Hook.) Brieger (1981)
- Euphlebium coeloglossum (Schltr.) Brieger (1981)
- Euphlebium halmaheirense (J.J.Sm.) Rauschert (1983)
- Euphlebium inaequale (Rolfe) Rauschert (1983)
- Euphlebium lacteum (Kraenzl.) Rauschert (1983)
- Euphlebium spurium (Blume) Brieger (1981)